# Neumichtis emergens
Neumichtis emergens är en fjärilsart som beskrevs av Walker 1857. Neumichtis emergens ingår i släktet Neumichtis och familjen nattflyn. Inga underarter finns listade i Catalogue of Life.